# ناحیه سابورتالو
ناحیه سابورتالو (به لاتین: Saburtalo District) یک منطقهٔ مسکونی در گرجستان است که در تفلیس واقع شده‌است. ناحیه سابورتالو ۱۳۹٬۰۰۰ نفر جمعیت دارد. 